# Komposttoilette
Eine Komposttoilette (auch Trockentoilette oder Bio-Toilette) ist eine Toilette ohne Wasserspülung, bei der Fäkalien unter Trennung fester und flüssiger Bestandteile in einen mit Rindenmulch oder Stroh gefüllten Behälter geleitet werden, um die Feststoffe anschließend zu kompostieren. Sie sind eine geruchsarme, ökonomische und ökologische Alternative zu Plumpsklo und Chemietoilette. Eine Verwendung als Dünger verbietet allerdings die deutsche Düngemittelverordnung.

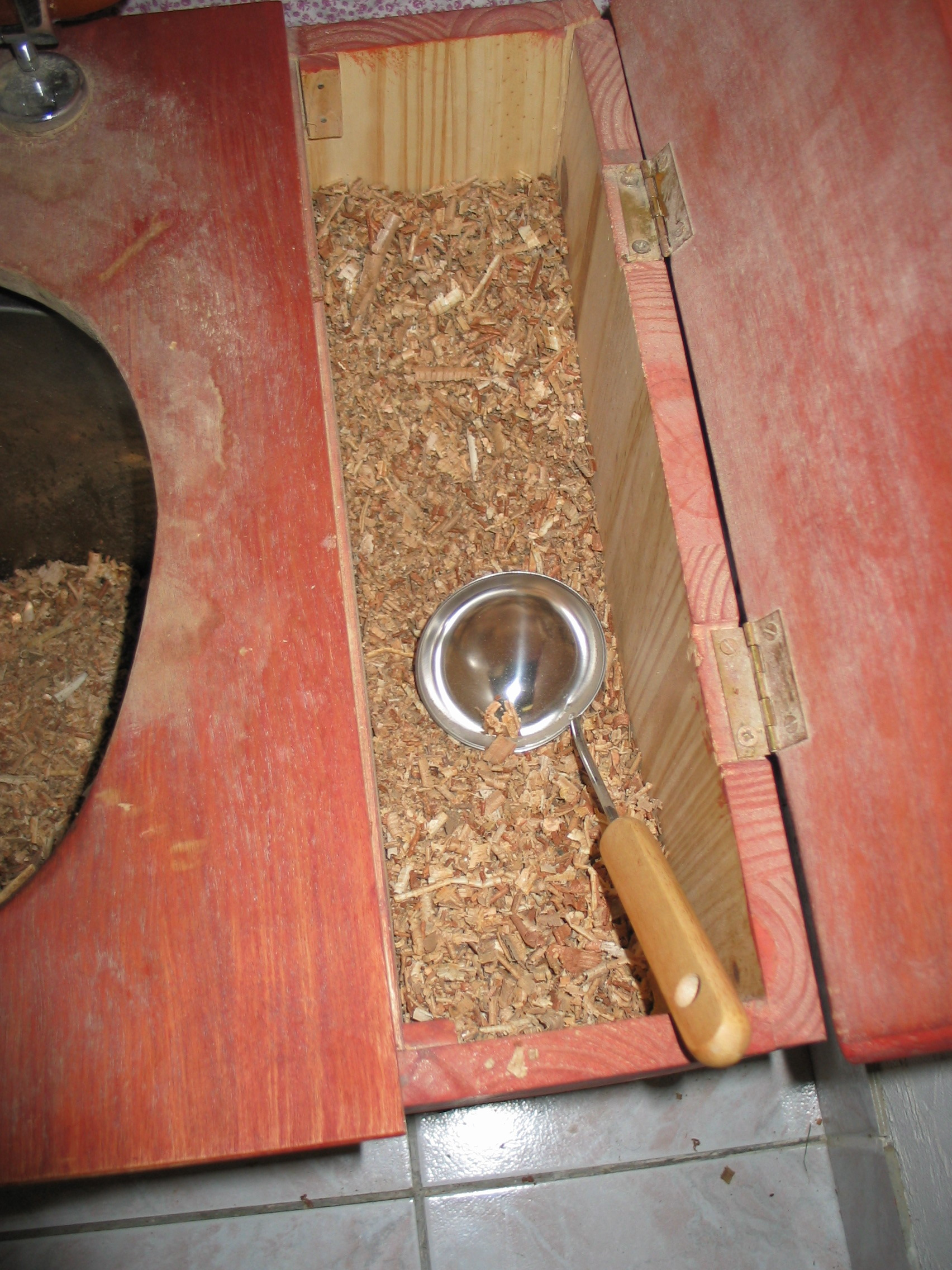
Saugfähiges Streumaterial verfügbar neben der Sitzöffnung einer Komposttoilette

## Geschichte
Trockentoiletten begleiteten die Zivilisation von der Antike bis in die Neuzeit hinein als übliche Form der Entsorgung von Körperausscheidungen, wenngleich Vorrichtungen mit Wasserspülung schon früh bekannt waren und in römischer Zeit sogar größere Verbreitung erlangten. Diese Erscheinung besonderen Wohlstandes geriet mit Roms Niedergang bis zur Neuzeit wieder in Vergessenheit, selbst in der Oberschicht. So fand bei mittelalterlichen Burgen ein Aborterker Verwendung. In Bauernhäusern befand sich ein Plumpsklo gelegentlich im Obergeschoss, um Exkremente direkt auf dem Misthaufen zu entsorgen und mithin als Kompost zu verwerten.
Am 28. Mai 1860 meldete der englische Pfarrer und Erfinder Henry Moule ein Patent für eine Trockentoilette an und gründete für deren Herstellung und Vertrieb die Firma Moule Patent Earth Closet Co. Ltd. Bis zu Beginn des 20. Jahrhunderts gab es in vielen Städten Trenntoiletten ohne Wasserspülung. Teilweise wurden Platten aus Torfit zur Auskleidung der Toilettenräume verwendet, ein Baustoff aus hart gepresstem Torf, der die Geruchsbildung reduzierte. Der Urin wurde über eine sogenannte Lehmwand verrieselt. So gab es z. B. in Hamburg Gaststätten, wo der Urin aus einer im Obergeschoss befindlichen Toilette per Gefälle zu einer im Hinterhof stehenden Lehmwand laufen konnte. Diese nahm den Urin auf, die Feuchtigkeit verdunstete und Salpeter kristallisierte an der Oberfläche aus. Der Salpeter wurde von den Lehmwänden geschabt und konnte an Munitions- oder Düngemittelfabriken verkauft werden. Diese Arbeiten führte der sogenannte Salpeterer aus. Mit der Entdeckung des Chilesalpeters starb dieser Beruf aus. Etwa zeitgleich wurden die Lehmwände durch die Wassertoiletten verdrängt.
Die Technik moderner Urinseparation in Trockentoiletten wurde in Schweden entwickelt.
Besonders als Bestandteil alternativer Lebensweisen finden Komposttoiletten wieder mehr Verbreitung, sei es dauerhaft oder beispielsweise bei Besetzungsaktionen. Oft ist in diesen Fällen kein Anschluss an die öffentliche Kanalisation und das Wassernetz vorhanden oder erwünscht.
Inzwischen fanden Trockentoiletten sogar Einzug bei kulturellen Veranstaltungen. So bot man zum Beispiel Besuchern des Weltmusikfestivals Murszene Juli/August 2018 am Mariahilferplatz in Graz aus Holzbauplatten errichtete Toiletten an. Im November 2018 konnte im Wiener Karl-Farkas-Park ein Kompostklo getestet werden. Im April 2019 startete die Stadt Zürich einen Pilotversuch mit acht Komposttoiletten.

## Komposttoilette
Konventionelle Komposttoiletten sorgen nicht für eine Abtrennung des Urins, sondern der Urin wird zusammen mit den Fäzes in einem Behälter aufgefangen. Problematisch sind dabei die unangenehmen Gerüche, die durch gemeinsames Auffangen von Urin und Exkrementen entstehen.
Je nach dem weiteren Umgang mit den Exkrementen können Komposttoiletten in verschiedene Bauarten eingeteilt werden:

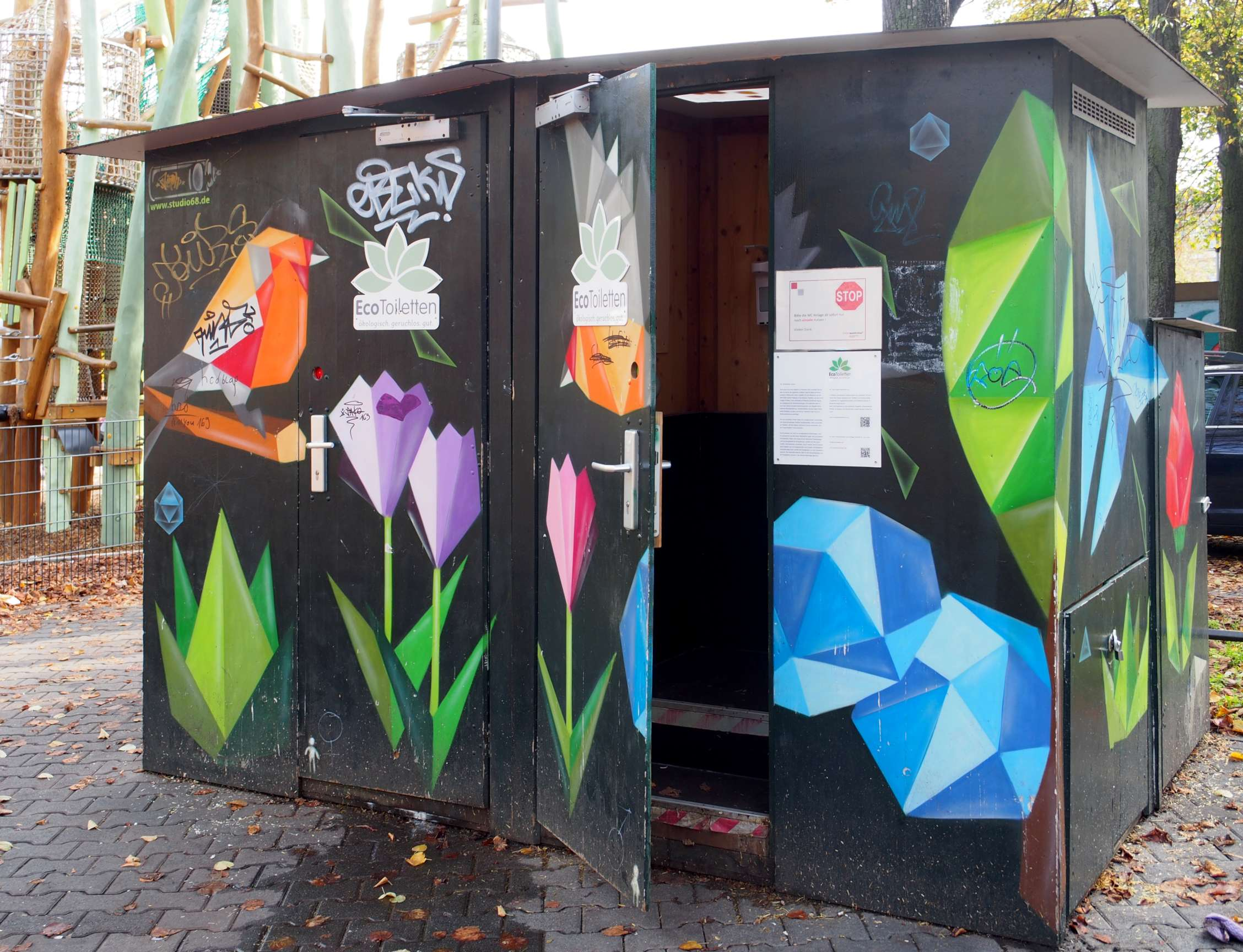
Öffentliche Trockentoilette bei einem Spielplatz in der Mannheimer Neckarstadt

- Komposttoilette mit Sammelbehälter: Die Exkremente werden in einem Behälter gesammelt. Dieser hat ein Volumen von 20 bis 200 Liter und befindet sich im oder unter dem Toilettenstuhl. Die Entleerung erfolgt manuell in einen Gartenkomposter oder eine zentrale Sammelstelle.
- Komposttoilette mit Komposter: Die Exkremente werden in einem speziellen Komposter unter dem Toilettensitz kompostiert. Dieser muss in einem Raum unter dem Toilettenraum aufgestellt werden. Die flüssigen Anteile werden abgeleitet. Die festen Bestandteile werden zersetzt, während sie, der Schwerkraft folgend, auf der abschüssigen Innenwand des Behälters abwärts rutschen. Unten befindet sich eine Entnahmeklappe, wo der reife Kompost entnommen werden kann.
- Komposttoilette mit Kombitank: Bei dieser neuen Bauart werden Urin und Exkremente in einem kombinierten Sammelbehälter getrennt gelagert. Dieser Behälter wird komplett in den Boden eingebaut und ist für 2000 Toilettenbenutzungen ausgelegt, ehe er geleert werden muss.

Die Komposttoilette soll über ein Abluftsystem verfügen, dadurch ist die Benutzung geruchsärmer als beim WC. Etwa entstehende üble Gerüche werden aufgrund des herrschenden Unterdrucks abgesaugt (Kamineffekt).

## Urintrennung
Bei der Trockentrenntoilette (TTC) wird die natürliche Trennung menschlicher Ausscheidungen konsequent beibehalten, indem Urin und Exkremente getrennt aufgefangen werden. Hierbei wird der Urin entweder in die Kanalisation abgeleitet oder in einem Behälter aufgefangen und z. B. als Dünger im Garten eingesetzt. Die festen Exkremente und das Toilettenpapier werden – z. T. unter Beimengung groben, zellulosehaltigen Materials (Rindenschrot, Hobel-/Sägespäne, Stroh) – in einem Behälter aufgefangen, der sich unter der TTC befindet. Unterschiedliche Mechanismen sichern die Geruchsfreiheit; dies kann eine spezielle Hygieneklappe sein, die für einen Verschluss des Behälters sorgt, oder eine kontinuierliche Entlüftung.
Je nach lokaler Gesetzgebung lassen sich die Feststoffe kompostieren. Alternativ können sie auch in Pyrolyse-, Biogas- oder Verbrennungsanlagen verwertet werden.
Dadurch kann Trinkwasser eingespart und Kläranlagen und Deponien entlastet werden, da der Klärschlamm aus Kläranlagen oft aufgrund enthaltener Schadstoffe als Sondermüll auf Deponien entsorgt werden muss. Bei den verschiedenen Optionen (Verbrennung, Deponie) muss in Europa immer auf die entsprechende Abfallklasse (z. B. Fäkalschlämme: 20 03 04) geachtet werden.